# Sven Nystedt (veterinär)
Sven Peter Nystedt, född 20 juli 1866 i Kävlinge socken, död 13 juni 1951 i Engelbrekts församling i Stockholm, var en svensk veterinär.
Efter mogenhetsexamen vid Lunds högre allmänna läroverk 1887 började Nystedt studera vid Veterinärinstitutet i Stockholm och arbetade som amanuens vid kirurgiska kliniken där 1890–1891. Nystedt avlade veterinärexamen 1891 och arbetade från 1892 som veterinär i Landskrona där han 1893 blev stadsveterinär. Efter fortsatta studier i Berlin och Leipzig 1893 blev han samma år tillförordnad biträdande stadsveterinär i Stockholm och föreståndare för södra köttbesiktningsbyrån. Nystedt blev 1900 karantänsveterinär i Stockholm, innehade olika lärartjänster i kött- och mjölkkontroll vid Veterinärinstitutet 1901–1919 och blev 1901 stadsveterinär i Stockholm. Han blev exportbesiktningsveterinär i Stockholm 1907, var förste stadsveterinär 1911–1931 och VD för Stockholms stads livsmedelsnämnd 1916–1919. Nystedt var importkontrollveterinär i Stockholm 1926–1931, tillförordnad laborator i födoämneshygien och helmintologi vid Veterinärhögskolan från 1919 och tillförordnad professor i samma ämnen 1922–1923. Han var även ledamot av kommittén angående livsmedelslag 1916, ordförande i Svenska veterinärläkarföreningen 1919–1931, ordförande i Svenska veterinärföreningen för kött- och mjölkhygien åren 1921–1931 och ordförande i Svenska allmänna djurskyddsföreningen 1938–1948. Nystedt är begravd på Norra begravningsplatsen utanför Stockholm.
Sven Nystedt var son till färgerifabrikören Gustaf Wilhelm Nystedt och svärson till veterinären Carl Adolf Lindqvist. Han var far till Ragnar Nystedt